# Дунав (футбольний клуб)

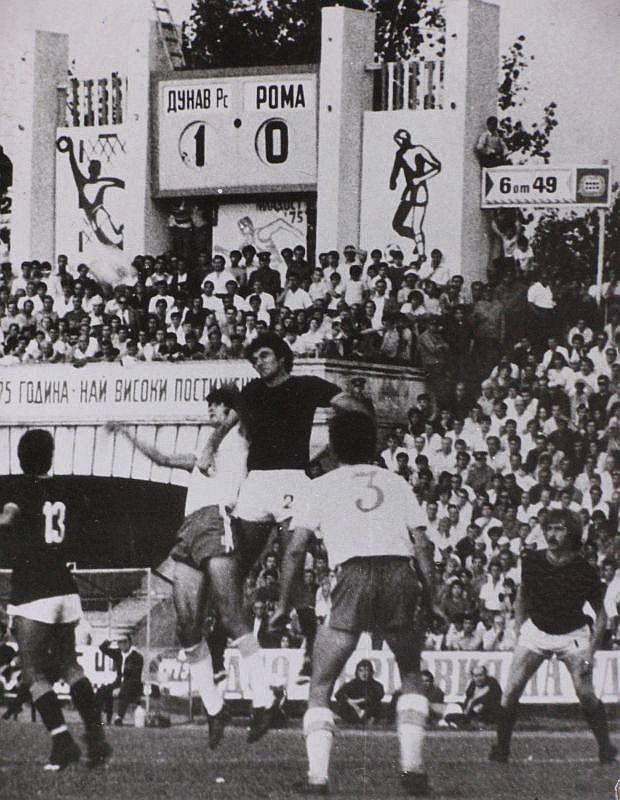
Кубок УЄФА сезону 1975/76 Дунав Русе 1:0 Рома

Футбольний клуб Дунав Русе або просто «Дунав» (болг. Футболен клуб Дунав Русе) — професіональний болгарський футбольний клуб з міста Русе. Домашні матчі проводить на стадіоні «Міський», який вміщує близько 20 000 глядачів. Кольори форми біло-блакитні.

## Історія
16 лютого 1949 року в місті Русе на базі злиття двох команд «Русенец» і «Локомотив» був створений футбольний клуб «Дунав». Але команда проіснувала недовго. У жовтні того ж року ФК «Дунав» був розформований, а замість нього було створено клуб ДСО «Торпедо». Офіційною датою створення ДСО «Торпедо» заведено вважати 17 жовтня 1949 року. На початку 1951 року клуб було розподілено на два нових клуби: «Торпедо» та «Локомотив». Наприкінці 1953 року «Торпедо» об'єднується з клубом «Будівельник».
11 травня 1957 року в команду вливаються інші футбольні колективи, в основному заводські команди, які представляли підприємства регіону: «Березень», «Червоне знамя» та «Спартак». 22 березня 1959 року «Торпедо» було об'єднано з клубами «Партизан» і «Локомотив». Після злиття команд клубу було повернуто колишню назву ФК «Дунав». Однак «Локомотив» волів залишитися самостійним футбольним клубом і проіснував окремо від ФК «Дунав» аж до початку 2000-х років. 1 липня 1997 року «Дунав» об'єднався з клубом «Раковський» під назвою «Дунав-Раковський». Однак менш ніж через рік, 23 квітня 1998 року «Дунав-Раковський» був знову розділений на два окремих клубу: ФК «Раковський» і ФК «Дунав». 20 травня 1998 року «Дунав» об'єднався з клубом «Пріста» під назвою «Дунав-98».
18 червня 1999 року клубу було повернуто колишню ім'я «Дунав». 24 липня 2003 року «Дунав» оголошує про своє банкрутство, але за допомогою адміністрації міста гроші були знайдені і клуб продовжив виступ в чемпіонаті. Але через вісім років нові фінансові проблеми клубу знову заявили про себе, і 17 лютого 2011 року клуб в черговий раз оголосив про банкрутство. 5 липня 2011 року, завдяки підтримці місцевих бізнесменів, клуб «Дунав» був відроджений. У сезоні 2011/12 років у третій лізі з юридичних причин клуб носив назву «Дунав 2010», а в сезоні 2012/13 років отримав свою остаточну назву «Дунав Русе».
У 1962 році «Дунав» вийшов у фінал Кубку Радянської армії, але зазнав поразки від клубу «Ботев» з Пловдива з рахунком 0:3. Найвищого успіху в чемпіонаті Болгарії команда добилася в сезоні 1974/75 років, коли «Дунав» посів підсумкове четверте місце і вперше в своїй історії отримав право виступити в єврокубках, де стартував у Кубку УЄФА. Команді потрібно було битися з одним з найкращих клубів Європи того часу - італійською «Ромою». У першому матчі відбіркового раунду 17 вересня 1975 року на очах 100-тисячної аудиторії на стадіоні в Римі «Дунав» поступився з рахунком 0:2. 1 жовтня на домашньому стадіоні в Русе, в присутності 25 тисяч глядачів, завдяки голу Тодора Іванова «Дунав» здобув історичну перемогу, яка вважається однією з найяскравіших сторінок в історії болгарського футболу.
У 1995 році команда вийшла у фінал Кубка футбольної ліги, першого розіграшу нового футбольного турніру Болгарії. Однак фінал не увінчався успіхом для команди, і 23 травня 1995 року на стадіоні в Софії «Дунав» поступився клубу «Етар» з рахунком 0:3.
У 2003 році через серйозні фінансові проблеми клуб оголосив про своє банкрутство, але завдяки підтримці адміністрації міста фінансування було відновлено, і клуб продовжив виступ в чемпіонаті. 5 серпня 2003 року на базі розформованої команди був створений новий футбольний клуб, оскільки колишній збанкрутілий клуб так і не зміг погасити борги клубу перед кредиторами.
Відроджений клуб був змушений починати виступ в самому нижчому дивізіоні футбольній ієрархії Болгарії - Обласний футбольній лізі. Під керівництвом граючого тренера Єнгібара Єнгібарова всього за два роки свого існування «Дунав» зміг піднятися до Групи «Б» зони «Схід» чемпіонату, окрім цього «Дунав» виграв кубок Аматорської футбольної ліги в сезоні 2003/04 років, у фіналі взявши гору над клубом «Слівен 2000».
5 січня 2006 року, коли команду очолив відомий болгарський фахівець Фераріо Спасов. Склад команди був майже повністю змінений, у клуб прийшла низка іменитих футболістів, в числі яких були такі відомі для Болгарії гравці як Івайло Петєв, Станимир Георгієв і Розен Еміл, а також ряд колишніх футболістів розформованого клубу. З «Літекса» клуб взяв в оренду ряд молодих гравців, таких як Ніколай Цвєтков, Іван Скерлев і Тихомир Трифонов. Набравши в першому колі сезону лише 10 очок і займаючи передостаннє 13-те місце в Групі «Б», зона «Схід», «Дунав» вже в наступному колі видав вражаючий ривок і піднявся на підсумкове 6-те місце, набравши 36 очок, лише одного разу зазнавши поразки після зимової перерви. У сезоні 2006/07 років «Дунав» зазнав лише однієї поразки від клубу «Хасково» і двічі зіграв внічию з клубами «Нафтохімік» і «Чорноморець» з Бургаса. У наступному році «Дунав» проводить свій найуспішніший сезон в Східній лізі «Б», з 52-ма очками посівши друге місце за підсумками сезону, лише на одне очко поступившись чемпіону ліги клубу «Несебар». Незважаючи на всі успіхи, спонсори команди відмовилися фінансувати клуб, і після завершення сезону 2010/11 років команда припинила виступи в лізі.
У сезоні 2011/12 років «Дунав» знайшов фінансування й знову відродився. Клуб заявився для участі в Групі «В», третьому за силою дивізіоні чемпіонату Болгарії з футболу. З огляду на непогашені заборгованості перед колишніми кредиторами, клубу було заборонено носити колишню назва «Дунав», через що до назви клубу була додана приставка 2010, за назвою року відтворення команди.
У сезоні 2012/13 років «Дунав 2010» посів підсумкове друге місце, набравши 74 очка, на чотири очки відставши від лідера клубу «Добруджа» з Добрича. З огляду на невиконання завдання підвищення в класі і невиходу до Групи «Б», керівництво клубу ухвалило рішення звільнити тренера команди Деяна Божинова. На його місце був призначений Мирослав Миронов.
На початку серпня 2013 року, після виключення трьох команд з Групи «Б», «Дунав», як найкраща команда з тих, які посіли другі місця в дивізіонах Групи «В», отримує запрошення для участі в другій лізі. 6 серпня 2013 року Спортивна комісія Болгарського футбольного союзу через відмову клубу «Свєткавіца» брати участь у турнірі ухвалює рішення допустити клуб «Дунав 2010» до розіграшу чемпіонату Болгарії в Групі «Б» сезону 2013/14 років.
Однак на практиці команда була ще не готова до виступу на більш високому рівні, і в сезоні 2013/14 років у другому дивізіоні «Дунав 2010» вилетів з турніру за підсумками чемпіонату, зайнявши передостаннє місце. Восени 2013 року головний тренер команди Миронов через хворобу пішов у тривалу відпустку, а його місце зайняв старший тренер Самір Местінов. Однак цей захід не допоміг клубу, і в підсумку «Дунав» покинув другий дивізіон.
Відразу після закінчення попереднього сезону головним тренером команди був призначений Веселин Великов. Напередодні старту сезону в Групі «В» Веліков взяв на себе зобов'язання повернути команду в еліту болгарського футболу. І незабаром це підтвердилося підсумковим результатом. Сезон 2014/15 років у групі «В» «Дунав» по суті не зустрів жодного опору з боку суперників. Лише в двох матчах сезону «Дунав» втратив очки, в одній грі зазнавши поразки і одну звівши внічию. Підсумкові 85 очок, 28 перемог в 30 матчах при різниці м'ячів 121-11 стали доказом переваги команди в лізі і підтвердили гегемонію клубу в турнірі.
Після вражаючого виступу в третьому дивізіоні «Дунав» розглядався одним з фаворитів групи «Б». Маючи в своєму розпорядженні успішні результати в попередньому сезоні, напередодні початку сезону 2015/16 років у другій лізі керівництво клубу поставило завдання зайняти одне з перших місць в лізі. Однак напередодні початку сезону результати клубу пішли на спад, і «Дунав» не здобув жодної перемоги у всіх товариських матчах передсезонних турнірів, що поставило під сумнів кінцевий успіх. Але з перших турів сезону команда стала підтверджувати статус одного з фаворитів ліги, що підтвердилося й підсумковим результатом: дострокове чемпіонство в турнірі з десятиочковою перевагою над найближчим конкурентом і явну перевагу за всіма статистичними показниками перед іншими командами. Вперше після 25-річної відсутності «Дунав» повернувся в еліту болгарського футболу.
У своєму першому ж сезоні після повернення в еліту «Дунав» відразу зарекомендував за собою звання зухвалого новачка турніру, з перших турів чемпіонату закріпився у верхній частині турнірної таблиці. У підсумку команда здобула право брати участь у пульці найсильніших команд чемпіонату, де в результаті зайняла неочікувано високе як для новачка ліги четверте місце, що стало безперечним успіхом для клубу.

## Досягнення
- Професійна Футбольна Група Б
  -  Чемпіон (6): 1950, 1954, 1957, 1968, 1974, 2015/16

- Аматорська Футбольна Група В
  -  Чемпіон (1): 2014/15

- Футбольна Група Б (Схід)
  -  Срібний призер (1): 2009/10

- Кубок Болгарії
  -  Фіналіст (1): 1961/62

## Статистика виступів у національних турнірах
| Сезон   | Рівень | Турнір          | Місце | Іг. | В  | Н  | П  | ЗМ  | ПМ | РМ   | Очки | Кубок        | Підсумок |
| ------- | ------ | --------------- | ----- | --- | -- | -- | -- | --- | -- | ---- | ---- | ------------ | -------- |
| 2009/10 | 4      | Східна ліга «Б» | 2     | 26  | 16 | 4  | 6  | 45  | 26 | +19  | 52   | -            |          |
| 2010/11 | 4      | Східна ліга «Б» | 10    | 28  | 12 | 10 | 6  | 48  | 19 | +29  | 46   | Перший раунд |          |
| 2011/12 | 3      | Група «В»       | 6     | 28  | 12 | 10 | 6  | 48  | 19 | +29  | 46   | -            |          |
| 2012/13 | 3      | Група «В»       | 2     | 28  | 24 | 2  | 2  | 86  | 15 | +71  | 74   | -            |          |
| 2013/14 | 2      | Група «Б»       | 13    | 26  | 6  | 9  | 11 | 24  | 32 | -8   | 27   | Перший раунд |          |
| 2014/15 | 3      | Група «В»       | 1     | 30  | 28 | 1  | 1  | 121 | 11 | +110 | 85   | Другий раунд |          |
| 2015/16 | 2      | Група «Б»       | 1     | 30  | 18 | 10 | 2  | 53  | 19 | +34  | 64   | Другий раунд |          |
| 2016/17 | 1      | Перша ліга      | 4     | 36  | 15 | 10 | 11 | 46  | 44 | +2   | 55   | 1/4 фіналу   |          |

## Статистика виступів у єврокубках
| Сезон   | Турнір           | Раунд                        | Суперник | Вдома | В гостях | Загальний рахунок |  |
| ------- | ---------------- | ---------------------------- | -------- | ----- | -------- | ----------------- |  |
| 1975/76 | Кубок УЄФА       | Перший раунд                 | Рома     | 1:0   | 0:2      | 1:2               |  |
| 2017/18 | Ліга Європи УЄФА | Перший кваліфікаційний раунд | Іртиш    | 0:1   | 0:2      | 0:3               |  |

## Склад команди
Станом на 16 червня 2017 року

| №  | Поз. | Нац.     | Гравець            |
| -- | ---- | -------- | ------------------ |
| 1  | ВР   | Болгарія | Мартін Луков       |
| 3  | ЗХ   | Болгарія | Маріо Петков       |
| 4  | ЗХ   | Болгарія | Петар Патєв        |
| 5  | ЗХ   | Болгарія | Тейнур Марем       |
| 6  | ПЗ   | Ліван    | Самір Аєс          |
| 7  | ПЗ   | Болгарія | Бірсент Карагерен  |
| 8  | ПЗ   | Болгарія | Андреас Васєв      |
| 9  | НП   | Болгарія | Мирослав Будинов   |
| 10 | НП   | Болгарія | Васил Шопов        |
| 11 | ПЗ   | Болгарія | Диян Димов капітан |
| 12 | ЗХ   | Україна  | Олексій Ларін      |
| 20 | НП   | Болгарія | Димитар Георгієв   |

| №  | Поз. | Нац.     | Гравець             |
| -- | ---- | -------- | ------------------- |
| 22 | ЗХ   | Болгарія | Михаїл Мильчев      |
| 23 | ЗХ   | Болгарія | Христофер Губчев    |
| 24 | ЗХ   | Болгарія | Преслав Петров      |
| 30 | ВР   | Болгарія | Васелин Добрев      |
| 31 | ПЗ   | Болгарія | Красимир Станоєв    |
| 32 | ПЗ   | Болгарія | Стефан Мітев        |
| 33 | ВР   | Болгарія | Александар Конов    |
| 77 | НП   | Болгарія | Бранимир Костадінов |
| 83 | ЗХ   | Болгарія | Христо Попадийн     |
| 86 | ВР   | Болгарія | Станислав Антонов   |
| 94 | НП   | Болгарія | Юліян Немов         |
| 99 | НП   | Болгарія | Сонер Хюсейн        |